# Pigeon à tête pâle
Columba pallidiceps
Espèce
Statut de conservation UICN

 VU C1 : Vulnérable
Le Pigeon à tête pâle (Columba pallidiceps) est une espèce d'oiseaux appartenant à la famille des Columbidae.

## Description
Cet oiseau mesure 36 à 38 cm de longueur pour une masse d'environ 460 g.
La tête du mâle est gris argenté, plus sombre chez la femelle. Le plumage présente une dominante noire, plus ardoisée sur le dessous avec les bordures des plumes pourpres et vertes iridescentes. Les iris et les pattes sont jaunes.

## Répartition
Cet oiseau vit dans l'archipel Bismarck et les îles Salomon.

## Habitat
Cette espèce peuple les forêts primaires et les lisières des forêts montagneuses jusqu'à 1 300 m d'altitude.